# 雅典納哥拉
雅典納哥拉（希臘語：Αθηναγόρας Αʹ)，1886年4月6日—1972年7月7日），出生名為雅里斯多克勒斯·瑪特泰·西派羅（希臘語：Αριστοκλής Ματθαίος Σπύρου）為基督正教會第268任君士坦丁堡普世牧首。
其知名事蹟包括在1964年1月5日與天主教教宗保祿六世於耶路撒冷的見面會，雙方互相解除了自1054年開始互相下達的絕罰。

## 生平
1886年4月6日，雅里斯多克勒斯·瑪特泰·西派羅生於奧斯曼帝國的伊庇魯斯大區約阿尼納州瓦希里科的一個希臘裔家庭。因為受到母親與村內神父的鼓勵，所以在1906年完成中學學業後，雅里斯多克勒斯進入哈爾基島的聖三一神學院，並在1910年被祝聖為執事。
神學院畢業後，他選擇成為修士，並更名為雅典納哥拉。之後他先後擔任過培拉貢尼亞大教區的總執事，以及希臘教會的雅典都主教瑪里提歐斯（希臘語：Μελέτιος）的秘書。 1922年，僅僅是執事的他由於被選為克基拉島都主教，因此跨級晉牧為主教。1930年獲得積極協助建立美國希臘正教會的雅典總主教達瑪斯提諾的推薦下，在1931年獲得時任普世牧首佛提烏二世任命為希臘正教美國總主教。
在他擔任總主教時希臘第二共和國才推翻王室成立沒多久，因此他任職期間解決的主要課題調解就是美國希臘裔間因保皇派與共和派的衝突。此外他也成立了聖十字神學院，並為了聖三一總主教座堂進行奉獻。並在1938年歸化為美國公民。
1948年11月1日，他當選君士坦丁堡普世牧首，並在1949年1月就職。在其牧首任期內，他積極的參與大公主義活動，在普世教會協會的成立時就以普世牧首的身分使東正教加入這個協會，並在1955年開始派駐常駐普世教協日內瓦中心的代表。同時他也積極修復與天主教教宗間的關係。
1972年7月6日他因腎衰竭住院，並在隔日辭世，享年86載。

## 紀念
普世牧首執政官（普世牧首頒發給有貢獻的信徒的榮銜）在美國的分會聖安德烈宗徒騎士團於1986年成立了雅典納哥拉人道獎，此獎專為表揚對人道主義有貢獻的人士，並不限於東正教徒。